# آرتاک آراکلیان
آرتاک گریگوری آراکلیان (ارمنی: Արտակ Գրիգորի Առաքելյան؛ زادهٔ ۲۸ اوت ۱۹۴۵ - درگذشته ۲۹ ژوئیهٔ ۲۰۰۵) یک سیاستمدار و کارشناس آموزشی اهل ارمنستان بود که از تاریخ ۲۰۰۷ تا تاریخ ۲۰۱۲ سمت نمایندگی دوره چهارم مجلس ملی جمهوری ارمنستان را برعهده داشت.

## زندگی‌نامه
در ۲۸ اوت ۱۹۴۵ در روستای گاندزاکار به دنیا آمد و از دانشگاه دولتی علوم پرورشی خاچاطور آبوویان ارمنستان فارغ‌التحصیل شد.   وی در ۲۹ ژوئیهٔ ۲۰۰۵ در سن ۵۹ سالگی در ایروان درگذشت